# اندیس آنومالی سلیمان کندی
آنومالی سلیمان کندی یک اندیس فلزی است که در حوالی شهر سقز استان کردستان قرار دارد و مادهٔ معدنی موجود در آن، طلا است.سنگ میزبان این اندیس آهک است و دیرینگی آن به دوران کرتاسه می‌رسد. 